# Il mio nome è Legione
Il mio nome è Legione (My Name is Legion) è una raccolta di tre racconti di fantascienza dello scrittore statunitense Roger Zelazny pubblicata nel 1976, edita in Italia per la prima volta nel 1978 con il titolo Il vendicatore.
Le tre storie vedono il comune filo conduttore nel protagonista, un investigatore privato di cui non viene mai rivelato il vero nome.

## Storia editoriale
La raccolta comprende tre dei migliori primi racconti dell'autore rielaborati e inseriti nella raccolta come capitoli di un'unica narrazione:
La vigilia di Rumokoil racconto, dal titolo originale di The Eve of Rumoko, è stato pubblicato per la prima volta nel 1969 nell'antologia La fabbrica dei flagelli (Three for Tomorrow) curata da Arthur Clarke.
Kjwalll'kje'k'koothaïlll'kje'kpubblicato per la prima volta nel 1973 nell'antologia di racconti, curata da Terry Carr, dal titolo An Exaltation of Stars.
Il "Boia" torna a casail racconto, dal titolo originale di Home is the Hangman, è stato pubblicato per la prima volta sulla rivista Analog nel novembre del 1975, ed ha vinto il Premio Hugo per il miglior romanzo breve e il Premio Nebula per la stessa categoria.

## Trama
(Roger Zelazny, Il mio nome è Legione)

### La vigilia di Rumoko
Il protagonista è un investigatore privato che ha avuto un passato come programmatore di computer, impegnato nel progetto che aveva portato alla digitalizzazione di tutte le informazioni sull'umanità e, di conseguenza, la possibilità per i governi, di controllare la popolazione mondiale. Il protagonista riesce, prima dell'attivazione del progetto, a cancellare dal database centrale le informazioni sul suo passato e a ricostruirsi una vita nascosta dietro molte identità fittizie. Si mantiene grazie ai compensi per le sue indagini, assoldato di volta in volta da Don Walsh, il titolare dell'agenzia, che ignora la sua storia.
Nascosto dietro l'identità del tecnico Albert Schweitzer, sta indagando su alcuni sabotaggi avvenuti a danno delle apparecchiature impiegate nel cosiddetto "progetto Rumoko", ossia la trivellazione del fondale marino allo scopo di raggiungere il magma sotterraneo per sfruttarne l'energia (un'evoluzione del progetto Mohole). Schweitzer, imbarcato sulla nave base, l'Aquina, scopre che i sabotaggi sono stati organizzati dagli abitanti di alcune colonie subacquee, preoccupati che le energie scatenate dalle trivellazioni possano lesionare le cupole che proteggono le loro città sottomarine. I sabotatori vengono assicurati alla giustizia ma i loro timori si rivelano fondati. Il progetto Rumoko causa la distruzione di alcune città e la morte di migliaia di persone. Scweitzer viene scoperto essere un infiltrato e, nonostante abbia sventato gli attentati, viene arrestato. Riesce a fuggire uccidendo le guardie che lo stavano trasferendo sulla terraferma.

### Kjwalll'kje'k'koothaïlll'kje'k
Due sommozzatori impiegati in un centro di ricerche vengono ritrovati morti, apparentemente uccisi da delfini; le conoscenze etologiche su questi mammiferi, tuttavia, lasciano grossi dubbi sulla dinamica della loro morte. Il protagonista viene assoldato per investigare e scopre che i due uomini erano coinvolti in un traffico di diamanti e sono stati assassinati dai loro complici durante un regolamento di conti. L'arma del delitto, una mascella di delfino, era stata usata per far ricadere la colpa sugli animali. Durante le ricerche l'investigatore, che per questo caso ha assunto il nome di "Madison", scopre, grazie all'aiuto della telepate Martha Millay, che i delfini sono depositari di una straordinaria forma d'arte, il loro canto, attraverso il quale riescono a rappresentare i loro pensieri.

### Il "Boia" torna a casa
Il protagonista ha assunto il nome di John Donne ed è stato ingaggiato per investigare sulla morte di Manny Burns, uno dei quattro programmatori di un robot, dotato di Intelligenza artificiale e inviato ad esplorare il sistema solare a bordo di un'astronave. Dopo molti anni il veicolo è tornato indietro ma dell'occupante, chiamato "il Boia", non si trovano tracce. L'anziano e malato senatore Jesse Brockden, uno dei quattro programmatori che avevano avuto il compito di educare il robot e di programmarlo psicologicamente, sospetta che il Boia abbia ucciso Burns e che abbia in programma di eliminare i rimanenti tre. Mentre John Donne indaga e cerca di rintracciare il robot, un altro dei tre, David Fentris, viene ritrovato morto nel suo appartamento. Durante un confronto con l'investigatore, il senatore rivela che durante la programmazione il robot veniva controllato telepaticamente a turno dai quattro e che, a seguito di uno scherzo finito male, il Boia aveva ucciso un uomo. Il senatore sospetta che molti anni dopo l'accaduto il Boia abbia rielaborato psicologicamente l'evento e sia tornato sulla Terra per punire i colpevoli dell'omicidio. Durante un confronto finale con il Boia l'investigatore scoprirà invece che Burns è stato ucciso da un sicario inviato dalla psichiatra Leila Thackery, la quarta programmatrice, preoccupata che Burns volesse giustiziare tutti i colpevoli del tragico scherzo. La stessa donna era quindi stata uccisa dall'uomo da lei ingaggiato, un malato di mente da lei in cura. Il Boia, quindi, non era tornato sulla Terra per spirito di giustizia o di vendetta, ma solo per conoscere i suoi programmatori, ritenendoli i suoi genitori. Il Boia, dopo questo confronto finale, decide di ripartire verso lo Spazio.

## Edizioni
- (EN) Roger Zelazny, My Name is Legion, 1ª ed., New York, Ballantine Books, 1976.
- (NL) Roger Zelazny, Mijn Naam Is Legioen, Prisma n.1796, Het Spectrum, 1977.
- (FR) Roger Zelazny, L'homme qui n'existait pas, Science Fiction n.5036, Presses Pocket, 1978.
- Roger Zelazny, Il vendicatore, traduzione di Gian Carlo Tarozzi, SAGA n.23, Torino, MEB, 1978,  p. 188.
- Roger Zelazny, Il mio nome è Legione, traduzione di Delio Zinoni, Urania n.1242, Milano, Mondadori, 1994,  p. 192.